# Гексахлороосмат(III) калия
Гексахлороосмат(III) калия — неорганическое соединение,
комплексный хлорид калия и осмия
с формулой K3[OsCl6],
растворяется в воде,
образует кристаллогидраты — тёмно-красные кристаллы.

## Физические свойства
Гексахлороосмат(III) калия образует кристаллогидраты
состава K3[OsCl6]•3H2O — тёмно-красные кристаллы, которые теряют воду при 150°С.
Хорошо растворяется в воде и этаноле,
не растворяется в диэтиловом эфире.